# Škoda Garde
De Škoda Garde is een sportieve coupé met heckmotor van de Tsjechoslowaakse autofabrikant AZNP die onder de merknaam Škoda werd geproduceerd tussen 1981 en 1984. Op sommige exportmarkten, zoals Nederland en West-Duitsland, werd de Garde verkocht onder de naam Škoda Rapid of Škoda Rapid Coupé.

## Geschiedenis

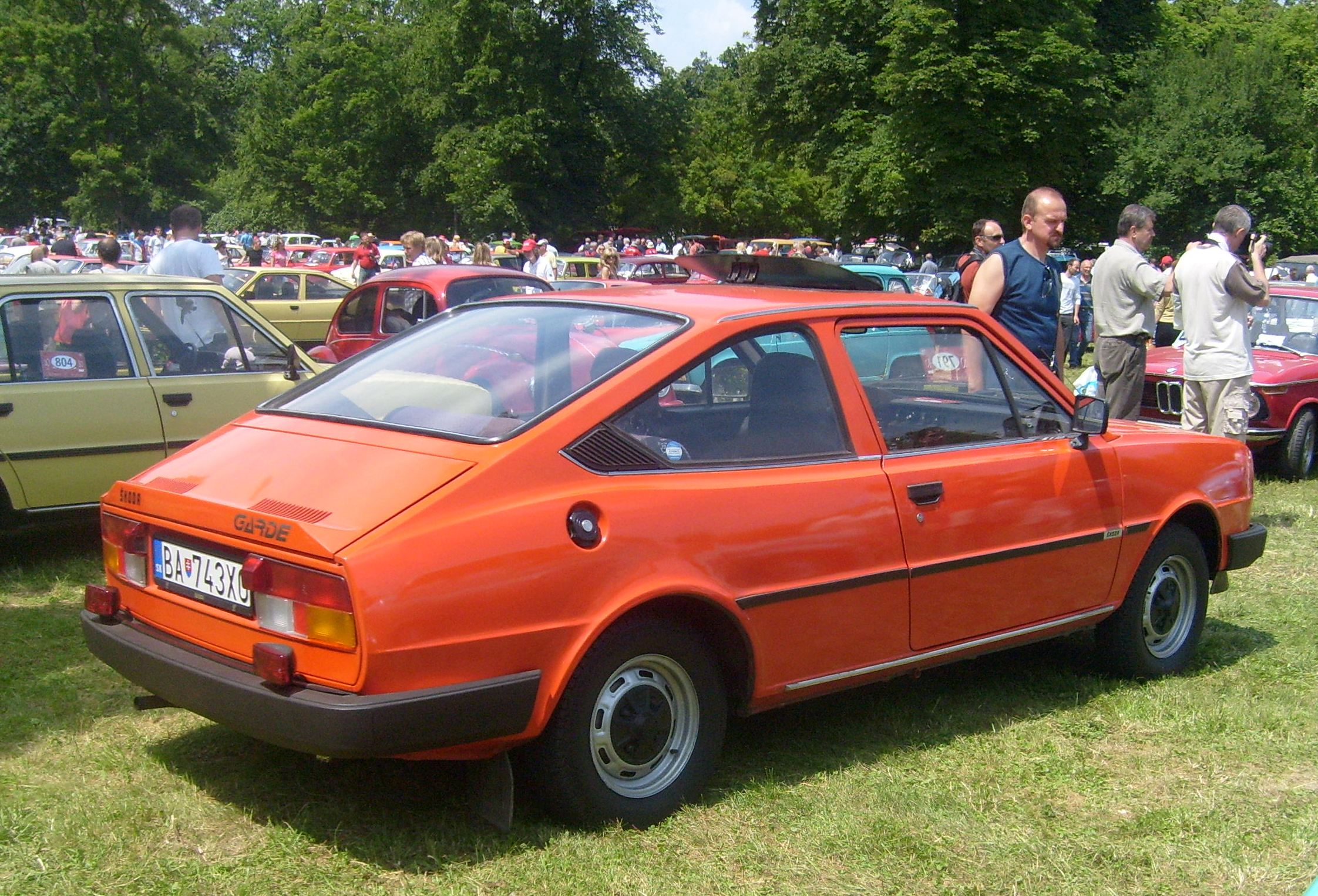
Škoda Garde, achteraanzicht

De officiële publiekspresentatie van de Škoda Garde voor werd gehouden op de International Engineering Fair (MSV) in Brno in oktober 1981. De Garde verving de Škoda 110 R en was afgeleid van de vierdeurs sedanmodellen (interne type-aanduiding 742) maar verschilde aanzienlijk qua vorm. Het voorste deel van de wagen was hetzelfde maar de voorruit stond onder een steilere hoek en het dak liep schuin af richting de achtersteven. Verder had deze uitvoering twee deuren in plaats van vier.
De motor had een inhoud van 1174 cc, leverde 42,5 kW (55 pk) en de auto had een vierversnellingsbak en schijfremmen voor, in overeenstemming met het type Škoda 120 LS. Om de rijstabiliteit te verbeteren kreeg de coupé tandheugelbesturing en een aangepaste achterwielophanging, wat een opmerkelijke verbetering van het bochtengedrag tot gevolg had.
De auto werd van 1981 tot mei 1982 geproduceerd in Kvasiny. De productie werd vervolgens verplaatst naar BAZ in Bratislava en de Garde werd daarmee de eerste auto die op grote schaal op Slowaakse bodem werd geproduceerd. De productiekwaliteit van de nieuwe fabriek in Bratislava was problematisch, de kwaliteit kon de tientallen jaren ervaring van de fabriek in Kvasiny niet bijhouden.
De Nederlandse Škoda-importeur De Binckhorst Auto & Motor Import BV uit Voorschoten bood de Rapid Coupé per 1 september 1983 aan voor 12.800 gulden (inclusief BTW). De Belgische prijs was 164.950 frank (exclusief 25% BTW).
De productie van de Garde eindigde in 1984 toen hij werd vervangen door de Škoda Rapid.